# Natri thiostibat
Natri thiostibat, còn được gọi là muối Schlippe, là một hợp chất vô cơ có công thức Na3SbS4. Nonahydrat được biết đến nhiều hơn. Muối này được đặt tên theo K. F. Schlippe (1799–1867). Natri thiostibat được dùng đẻ điều chế điantimon pentasulfide, Sb2S5. Hợp chất này chứa anion tứ diện SbS43- (rSb-S = 2.33 Å) và cation natri, đây là một tinh thể ngậm nước. Các muối liên quan được biết là amoni và kali.

## Điều chế
Natri thiostibat được điều chế bằng phản ứng của điantimon trisulfide, nguyên tố lưu huỳnh và dung dịch chứa ion sulfide.
3Na2S  +  2S  +  Sb2S3  +  9H2O   →   2Na3SbS4 + 9H2O
Muối sulfide cố thể được tạo ra gián tiếp bằng cách đun nóng lưu huỳnh với kiềm hay thậm chí là than chì:
Sb2S3  +  8NaOH + 6S   →   2Na3SbS4  +  Na2SO4  +  4H2O
Ở phương pháp thứ hai, 1 hỗn hợp natri sunfat (16 phần) được khử khi nung với than chì (4-5 phần) có mặt antimon sulfide (13 phần). Chất nóng chảy được đưa vào nước đã được xử lý với lưu huỳnh (4 phần). Lúc dung dịch bay hơi, muối sẽ kết tinh ở dạng tinh thể tứ diện dễ dạng tan vào nước. Muối khan dễ dàng nóng chảy khi đun nóng, và trong điều kiện ngậm nước, khi tiếp xúc với không khí ẩm nó sẽ bị bao phủ một lớp màng màu đỏ.
Điantimon trisulfide được điều chế theo cách thông thường khi xử lý bất kì hợp chất Sb(III) nào với gốc sulfide:  
2SbCl3  +  3H2S   →   Sb2S3 + 6HCl

## Ứng dụng
Muối Schlippes được dùng để tạo ra điantimon pentasulfide, chất được dùng như là bộ khuếch đại trong ngành nhiếp ảnh có dùng bạc, trong diêm dùng làm thành phần gây cháy, và trong việc lưu hoá cao su.